# Ljuba Tadić
Ljuba Tadić (srbsko Љуба Тадић), srbski igralec, * 31. maj 1929, Uroševec, † 28. oktober 2005, Beograd.
V filmu je prvič zaigral leta 1953, a njegova prva opaznejša vloga je bila leta 1957 v filmu Ni bilo zaman (Nije bilo uzalud). V tem filmu je, tako kot v mnogih drugih, igral zlobneža. 